# هیل‌استورم
هیل‌استورم (انگلیسی: Halestorm) یک گروه راک آمریکایی از رد لاین، پنسیلوانیا است که اعضای آن شامل لیزی هیل (خواننده اصلی و گیتاریست)، آرجی هیل (درامر)، جو هاتینگر (گیتاریست) و جاش اسمیت (بیسیست) می‌شوند. لیزی و آرجی، که خواهر و برادر هستند، این گروه را در سال ۱۹۹۷ تأسیس کردند. اولین آلبوم گروه با نام خودشان، در سال ۲۰۰۹ توسط آتلانتیک رکوردز منتشر شد.
تک‌آهنگ اصلی «عشق گاز می‌گیرد (من هم همین‌طور)» از دومین آلبوم آن‌ها، مورد عجیب… (۲۰۱۲)، برنده جایزه گرمی برای بهترین اجرا در سبک هارد راک/متال شد. سومین آلبوم گروه، به سوی زندگی وحشی (۲۰۱۵)، در جایگاه پنجم جدول بیلبورد ۲۰۰ قرار گرفت. چهارمین آلبوم آن‌ها، شریر (۲۰۱۸)، در رتبه هشتم این جدول قرار گرفت و دومین آلبوم آن‌ها در میان ۱۰ آلبوم برتر شد. ششمین آلبوم گروه، اورست، در اوت ۲۰۲۵ منتشر شد.
هیل‌استورم به خاطر تورهای مداومش شناخته می‌شود و اغلب سالانه تا ۲۵۰ اجرا برگزار می‌کند. پس از تورهایی به عنوان گروه پشتیبان برای گروه‌های هارد راک و هوی متال، آن‌ها در سال ۲۰۱۶ اولین کنسرت خود به عنوان گروه اصلی در یک سالن سرپوشیده را با موفقیت و فروش کامل بلیت برگزار کردند. این گروه تورهایی در سراسر ایالات متحده و جهان برگزار کرده و به‌طور منظم در جشنواره‌های موسیقی حضور دارد.

## آلبوم‌های استودیویی
- Halestorm‏ (۲۰۰۹)
- The Strange Case Of...‏ (۲۰۱۲)
- Into the Wild Life‏ (۲۰۱۵)
- Vicious‏ (۲۰۱۸)
- Back from the Dead‏ (۲۰۲۲)
- Everest‏ (۲۰۲۵)